# 대구북중학교
대구북중학교(大邱北中學校)는 대한민국 대구광역시 북구 복현동에 있는 공립 중학교이다.

## 학교 연혁
- 1980년 12월 15일 : 대구북중학교 설립인가(45학급)
- 1981년 3월 5일 : 제1회 입학식 거행(15학급 1,015명 입학), 본관 17실 증축
- 1984년 2월 10일 : 제1회 졸업식 거행(1,010명 졸업)
- 2010년 3월 1일 : 평생교육 연구.시범학교 운영
- 2015년 2월 6일 : 제32회 졸업식 거행(184명, 누계 16,430명)
- 2021년 3월 1일 : 제18대 고희전 교장 취임
- 2022년 1월 7일 : 제39회 졸업식(75명)
- 2022년 3월 2일 : 제42회 입학식(78명)

## 참고 자료
- 대구북중학교 - 한국교육학술정보원 학교알리미